# Михаило-Архангельский собор (Архангельск)
Миха́ило-Арха́нгельский собо́р — православный храм в Архангельске, кафедральный собор Архангельской епархии Русской православной церкви.

## История

### Михаило-Архангельский монастырь

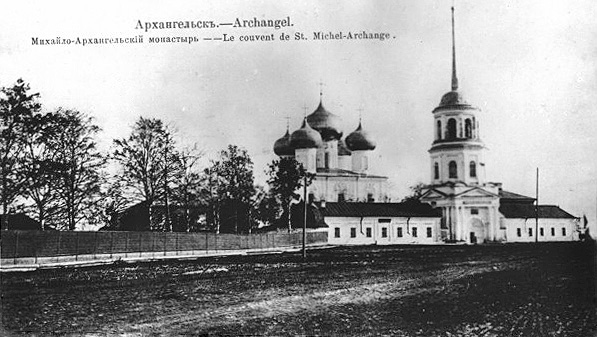
Михаило-Архангельский собор и монастырь в начале XX века

Самым древним храмом дореволюционного Архангельска был Михаило-Архангельский собор Михаило-Архангельского монастыря, сооружённый в 1685—1689 годы по благословению архиепископа Афанасия на месте деревянного храма. Он имел много общего с уцелевшими соборами в Холмогорах (см. Холмогорский собор) и Северодвинске (см. Николо-Корельский монастырь). В 1584 году у стен монастыря был основан город Архангельск.
В 1925 году собор был закрыт советскими властями, а в 1930 году разрушен.

### Проект
После распада СССР стало ясно, что существующий кафедральный собор не отвечает нуждам епархии. В 2001 году был подготовлен проект архитектора Вадима Кибирева. В основе — здание храма с куполами, стоящее на возвышенности в форме эллипса. Две косые аллеи, по замыслу Киберева, свяжут храм с площадью города. Храм расположится алтарём строго на восток, поэтому вход в него будет со стороны реки Северная Двина. Должны быть облицованы белым камнем. Михайло-Архангельский кафедральный собор строится полностью на благотворительные пожертвования.
В 2005 году Патриарх Московский и всея Руси Алексий II благословил строительство нового кафедрального собора Архангельской епархии. С учётом исторических традиций и памяти об основании Архангельска принято решение построить Кафедральный собор во имя св. Архангела Михаила. Событие это было ознаменовано крестным ходом и общегородским молебном о благополучном продолжении начатого.
С выбором места строительства собора на площади Профсоюзов рядом с морским-речным вокзалом Архангельска, начались общественные протесты, так как там располагался памятник доблестным защитникам Советского Севера, установленный в 1985 году. В ноябре того же года памятник перенесли на площадку перед Дворцом Спорта.

### Строительство
В 2007 году рядом с будущей строительной площадкой была построена деревянная Часовня Михаила Архангела, рядом с которой в 2009 году появилась деревянная Часовня Матроны Московской.
1 октября 2008 года были забиты первые сваи. 21 ноября 2008 года епископ Архангельский и Холмогорский Тихон освятил закладной камень в основание строительства собора. Губернатор Архангельской области Илья Михальчук обещал построить собор в кратчайшие сроки. Но грянул кризис, а вместе с ним застопорились и работы по возведению главного храма. С февраля 2011 года началось активное возведение стен.
20 октября 2010 года был закончен нулевой цикл строительства, перекрыт цокольный этаж. 14 февраля 2011 года был положен первый кирпич в стены будущего храма. Была произведена корректировка эскизного архитектурного проекта, благодаря чему вместительность собора увеличилась до трёх тысяч прихожан.

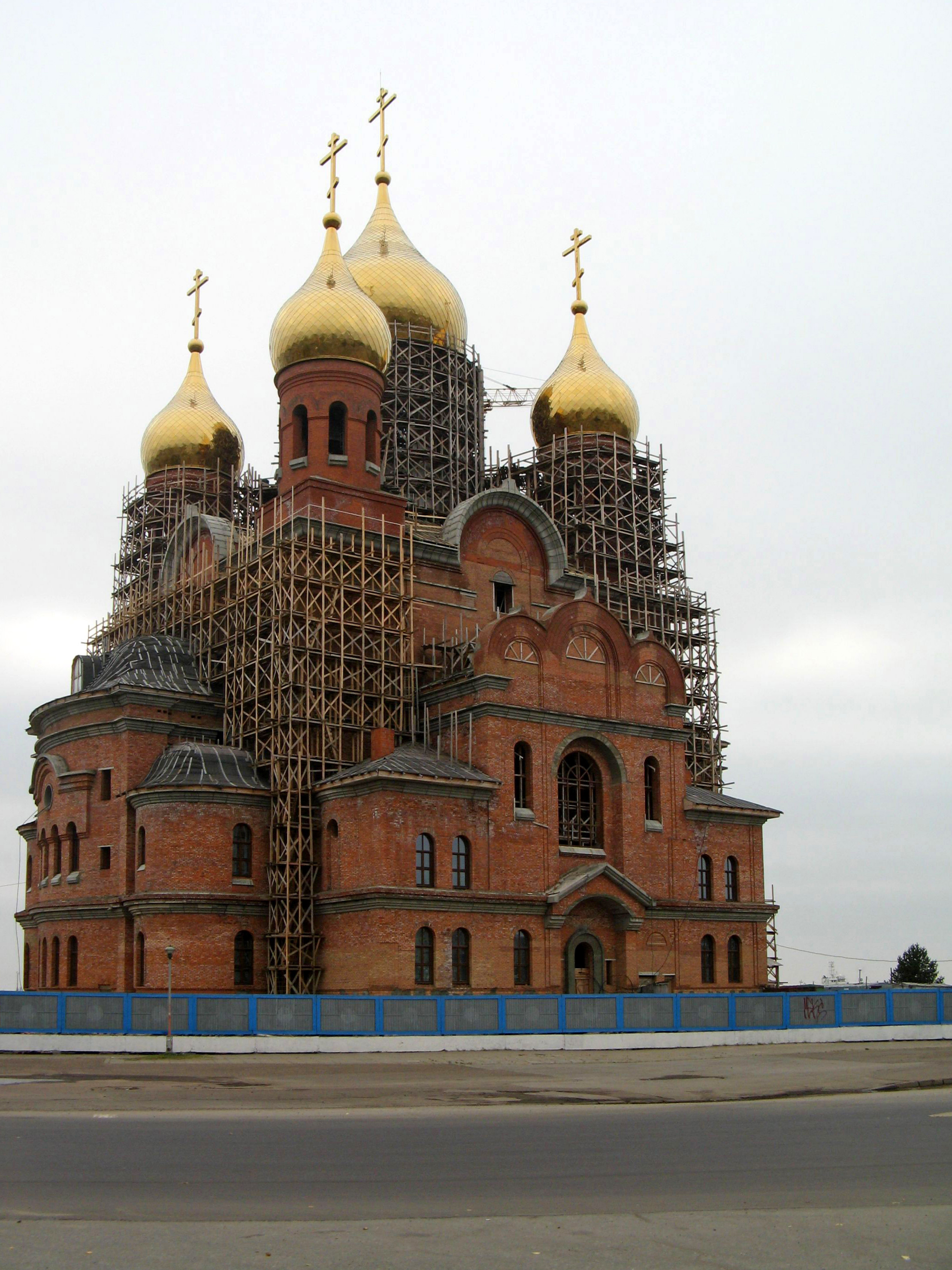
Строящийся собор в 2014 году

К середине 2011 года было завершено строительство монолитного перекрытия центральной части собора и это, по словам епископа Архангельского и Холмогорского Даниила, позволит начать вести службы в храме. 12 сентября 2011 года епископ Архангельский и Холмогорский Даниил (Доровских) возглавил первую литургию в строящемся соборе.
Колокола для собора доставили в Архангельск в июне 2013 года, в октябре того же года установили малые, а затем благовестник. Пять больших колоколов отлили в Москве на заводе ЛИТЭКС. Самый большой — благовестник — весит 6 т 200 кг, его высота 2 м 30 см, а вес языка более 200 кг. Остальные колокола поменьше — 3500, 1700, 820 и 450 кг. Все они украшены иконами и именными надписями. Ещё 10 колоколов — среднего и малого ряда — отлиты в городе Тутаеве в мастерской Владимира Шувалова и сыновей.
С весны 2014 года началась облицовка фасада собора белым камнем. Данные работы были завершены в ноябре 2016 года. В ноябре 2016 года были завершены работы по облицовке белым мрамором наружных стен Михаило-Архангельского собора. За лето 2017 года специалисты смонтировали систему водопровода, пожаротушения и противопожарной автоматики. В сентябре 2017 года строители закончили облицовку мрамором пилонов и монтаж ограждения крыльца главного входа. В июне 2019 года началась подготовка шахт для монтажа лифтов. К началу августа 2020 года строители полностью смонтировали декоративное ограждение возле Михаило-Архангельского кафедрального собора и завершили благоустройство храмовой территории. В ноябре 2020 года была закончена роспись барабана храма, выполненная в стилистике академизма живописцами из Владимирской области под руководством Владимира Некрасова.
Патриарх Московский и всея Руси Кирилл должен был посетить Архангельск и освятить собор 19 августа, но его визит отменили из-за изменения рабочего графика. 16 октября 2022 года Патриарх Кирилл совершил чин великого освящения кафедрального собора и возглавил служение Божественной литургии в новоосвящённом храме. Тем не менее, главный архитектор собора Дмитрий Яскорский отметил, что отделочные работы будут ещё продолжаться: «Огромный объём работы сделан, но на самом деле это, в общем-то, процентов 30 от той программы максимум, которую мы хотели реализовать. Достаточно сказать, что мы пока ещё не ставили внутренних дверей, а это тоже важная и нужная часть отделки. Но, например, полы верхнего храма сейчас уже закончены полностью. Росписи собора сделаны примерно на половине площади там, где они планировались. Нижние части стен верхнего храма отделали мрамором на 20 %. Это тот минимум, который мы планировали сделать для того, чтобы освятить собор»

## Архитектурные особенности
Собор построен в русском стиле по проекту архангельского архитектора Дмитрия Яскорского. Высота здания до креста — почти 65 метров. Имеет три придела: верхний — для проведения служб в выходные и праздничные дни, нижний — для служб в будни и крестильный с двумя купелями для взрослых и детей.
Внутреннее убранство нового собора выполнено в академическом стиле XIX столетия. Деревянный пятиярусный иконостас покрыт сусальным золотом и украшен глубокой резьбой, он вмещает более 60 икон. Высота конструкции — 14 метров, это работа курских мастеров.
Фрески выполнены силикатными красками, которые более долговечны и устойчивы по сравнению с масляными. Алтарь украшают орнаментальные композиции и изображения на евангельские темы «Моление о Чаше», «Снятие со Креста», «Новозаветная Троица». В барабане главного купола собора по традиции изобразили Святую Троицу. Лестницы и полы главного храма выполнены в мраморе различных цветов и происхождения. Храм расписывают в академическом стиле православной иконописи, а не в каноническом письме: изображения на иконах при этом более реалистичны. Такой выбор сделали, так как сам собор построен в русском стиле с большим количеством академических приёмов.